# Cortinarius alboroseus
Cortinarius alboroseus är en svampart som först beskrevs av Roger Heim, och fick sitt nu gällande namn av Peintner, E. Horak, M.M. Moser & Vilgalys 2002. Cortinarius alboroseus ingår i släktet Cortinarius och familjen spindlingar.   Inga underarter finns listade i Catalogue of Life.